# Sabby Lewis
Williams Sebastian 'Sabby' Lewis (Middleburgh, 1 november 1914 - Massachusetts, 9 juli 1994) was een Amerikaanse swing- en rhythm-and-blues-pianist, bigband-leider en diskjockey. 
Lewis groeide op in Philadelphia en had zijn eerste pianolessen toen hij vijf jaar oud was. Begin jaren dertig speelde hij in de Ten Statesman, een band van Taskar Crosson. In 1936 richtte hij in Boston zijn eerste eigen band op en er zouden er tot in de jaren zestig nog velen volgen. In deze groepen speelden vele later bekend geworden musici, waaronder Cat Anderson en Paul Gonsalves (later sterren bij Duke Ellington), Jimmy Crawford, Alan Dawson, Roy Haynes, Sonny Stitt, Idrees Sulieman en Freddie Webster. Arrangeurs die bij Lewis werkten waren onder meer Gigi Gryce en Tad Dameron. Lewis speelde het vaakst in Boston, onder meer in de Savoy. In 1942 won Lewis' band een competitie waardoor hij met zijn groep in het populaire radioprogramma Bandwagon mocht optreden. In de periode tussen 1944 en 1956 heeft Lewis maar acht opnamesessies gedaan, voor onder meer Mercury en ABC-Paramount. Lewis was ook buiten de jazz actief, hij speelde ook rhythm-and-blues, doop-wop en novelty-songs. Tot in de jaren zeventig speelde hij als solist of met een trio op in Broadway, danszalen en nachtclubs op Manhattan, onder meer met Dinah Washington en Billy Eckstine. In de jaren vijftig was hij de eerste 'zwarte' dj in Boston.

## Discografie
- Boston Bounce

- Bibliothèque nationale de France: cb14199062g (data)
- International Standard Name Identifier: 0000 0004 6023 3244
- Library of Congress Control Number: no98049917
- MusicBrainz: 6d0929f6-1c7c-4840-9984-5eb664309c8c
- Virtual International Authority File: 5786149416764989730007